# Batek (île)
Pour les articles homonymes, voir Batek.
Batek (Pulau Batek en indonésien, Fatu Sinai en tétoum) est une petite île inhabitée située dans la mer de Savu, au nord-ouest de l'île de Timor, à 9,3 kilomètres au large du district Est-timorais d'Oecusse. La souveraineté de l'île est contestée entre l'Indonésie et le Timor oriental.
Elle mesure 530 mètres de long et 420 mètres de large, pour une superficie de 13,5 hectares. Son point culminant s'élève à cinquante mètres d'altitude.
Au moment de l'indépendance du Timor oriental en 2002, ce pays revendique l'île car elle fait face à l'enclave Est-timoraise d'Oecusse. En 2004, le Colonel indonésien Moesanip a dit que cette revendication était abandonnée lorsque le ministre Est-timorais des Affaires étrangères, José Ramos-Horta, reconnu la souveraineté indonésienne sur l'île. Le gouvernement de Timor oriental n'acceptera jamais ceci de manière officielle.